# 2016年6月伊斯坦堡爆炸案
2016年6月伊斯坦堡爆炸案，是指發生於2016年6月7日，在土耳其伊斯坦堡法蒂赫的一起炸彈爆炸案。大約在當地時間(UTC+3)八時四十分左右，一枚炸彈在市中心被引爆。此次襲擊的目標是一輛行進中載著警察的巴士，當時該巴士正通過韋斯內奇勒區（Vezneciler district） 。爆炸還造成了36人受傷。
2016年6月10日，與庫爾德工人黨有關連的庫爾德自由之鷹發表聲明，表示襲擊是其成員所為。